# The Monotones
The Monotones foi um sexteto vocal estadunidense dos anos 1950. Eles são considerados one-hit wonders, já que seu único single de sucesso foi "The Book of Love", que alcançou o 5º lugar na Billboard Hot 100 em 1958.